# Markus Kjærbye
Markus „Kjaerbye“ Kjærbye (* 27. April 1998) ist ein ehemaliger dänischer E-Sportler in der Disziplin Counter-Strike: Global Offensive, der zurzeit für das Team FaZe Clan spielt. Er spielte früher auch für Team Dignitas, Astralis und Team North. Er gewann mit Astralis das Eleague Major: Atlanta 2017. Die Organisation gewann bei diesem Turnier 500.000 US$.
Er gewann mit Astralis auch die ESL Intel Extreme Masters 2017. Kjærbye wechselte am 2. Februar 2018 zur Organisation North. Im Mai 2020 legte er seine Karriere wegen gesundheitlicher Probleme auf Eis und wurde durch Kristoffer „Kristou“ Aamand von AGF ESport ersetzt. Am 11. August 2020 wurde der Wechsel zu Faze Clan auf Twitter bekannt gegeben. Im Januar 2021 wurde er vom Faze Clan entlassen. Am 30. Juni 2021 gab er bekannt, dass er seine Karriere beenden wird.

## Auszeichnung
Er war zwischenzeitlich der jüngste Spieler der je ein Major gewonnen hat – er war 18 Jahre und 277 Tage alt.